# Giovanni Battista Caproni

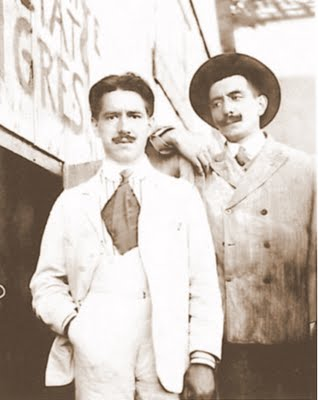
Caproni (links) met zijn broer, begin 20e eeuw.

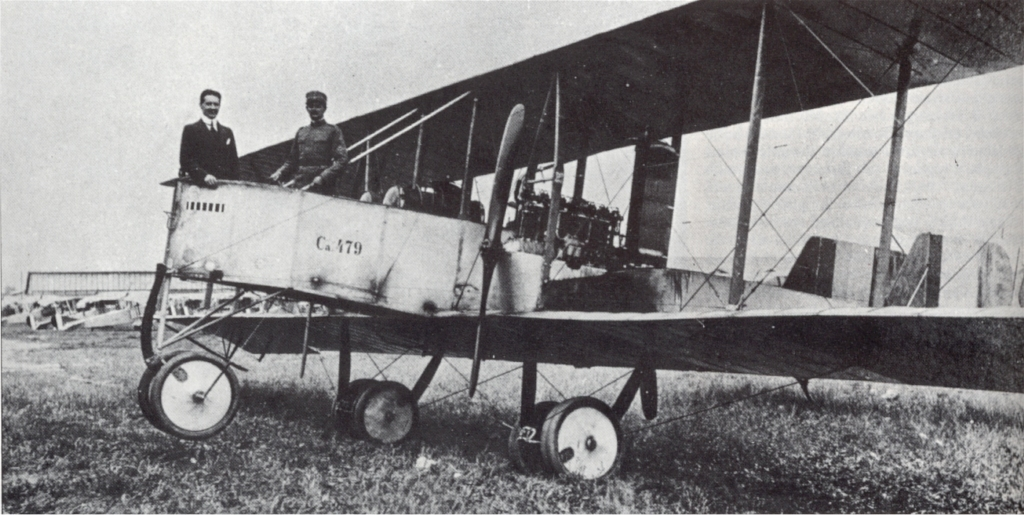
Caproni (links) aan boord van de Caproni ca.32 op het vliegveld van Taliedo

Giovanni Battista Caproni (Massone, 3 juli 1886 – Rome, 27 oktober 1957) was een luchtvaartingenieur, burgerlijk ingenieur, elektrotechnisch ingenieur en vliegtuigontwerper. Hij stichtte de Italiaanse vliegtuigfabriek Aero-Caproni. 

## Biografie
Caproni werd geboren op 3 juli 1886 in Massone, dat op dat moment in handen was van Oostenrijk-Hongarije maar vanaf 1919 in handen kwam van Italië. In 1907 behaalde hij zijn diploma voor civiele techniek bij de Technische Universiteit van München. In 1908, een jaar later, behaalde hij een doctoraat voor elektrotechniek aan de Universiteit van Luik. 
In 1907 en 1908 begon Caproni met de bouw van vliegtuigmotoren. Hij werkte samen met de Roemeense vliegtuigontwerper Henri Coanda die hij ontmoette bij een gebouw van zweefvliegtuigen. In 1908 had hij al een Caproni-fabriek gesticht in Taliedo, een wijk in Milaan. Daar produceerde hij tweedekkers. In 1909 opende hij met succes zijn eerste industrieel vliegveld (het huidige Milaan-Malpensa Airport) om zijn vliegtuigen te bouwen en te testen. In 1910 bouwde en ontwierp hij zijn eerste vliegtuig de Caproni Ca.1, een experimentele tweedekker en ook het eerste vliegtuig dat gebouwd werd in Italië. Bij zijn eerste vlucht op 27 mei 1910 crashte echter het toestel. 
In 1911 startte hij met het maken van eendekkers, hiermee had hij veel succes. In 1914 testte Caproni zijn eerste meermotorig vliegtuig, een met drie motoren uitgeruste dubbeldekker, later de Caproni Ca.31 genoemd. Toen Italië zich mengde in de Eerste Wereldoorlog deed Caproni pogingen om bommenwerpers te creëren. Later veranderde hij zijn bedrijfsnaam naar Società Caproni e Comitti. Caproni was een vroege voorstander van de ontwikkeling van passagiersvliegtuigen en ontwikkelde een variant van de Ca.4 bommenwerper naar het Ca.48 passagiersvliegtuig. De Ca.48 werd waarschijnlijk nooit gebruikt door de luchtvaartmaatschappijen omdat een Ca.48 in 1919 neerstortte in de buurt van Verona. Volgens media vielen er toen 14, 15 of 17 doden wat toen de dodelijkste vliegtuigramp was in de geschiedenis en de eerste vliegtuigramp in Italië. In 1921 bouwde Caproni een prototype van een watervliegtuig voor passagiers, de Caproni Ca.60 met een capaciteit van 100 passagiers maar het vliegtuig bleek instabiel en stortte neer bij de tweede vlucht. Tijdens dezelfde periode ontwierp Caproni ook zweefvliegtuigen.
Voor en tijdens de Tweede Wereldoorlog begon Caproni bommenwerpers en lichte transportvliegtuigen te ontwerpen, de Stipa-Caproni en Caproni Campini N.1. Deze experimentele vliegtuigen waren de voorlopers van de latere straalvliegtuigen. De naam van het bedrijf wijzigde in Società Italiana Caproni en er werden dochterondernemingen Caproni Bergamasca en Caproni Vizzola gesticht. Caproni's bedrijf produceerde vliegtuigen voor de Regia Aeronautica (de voorganger van de Aeronautica Militare) tijdens de Tweede Wereldoorlog, voornamelijk bommenwerpers, transportvliegtuigen, watervliegtuigen en lesvliegtuigen terwijl de dochteronderneming Caproni Vizzola dochteronderneming ook prototypes van andere gevechtsvliegtuigen produceerde.
Caproni ontving tijdens het interbellum de titel Conte di Taliedo (graaf van Taliedo). De Società Italiana Caproni stopte in 1950, hoewel de dochteronderneming Caproni Vizzola nog bleef voortbestaan tot 1983. Caproni overleed in 1957 in Rome.